# Dick Vrij
Dick Vrij (Amsterdam, mei 1965) is een voormalig Nederlands mixed martial arts-vechter en kickbokser.

## Biografie
Dick Vrij trainde onder Chris Dolman. Hij vocht in 1989 in Japan zijn eerste Free Fight-wedstrijd. In 1995 versloeg hij Tony Halme met een knock-out. Tijdens het It's Showtime Vechtsportgala 2003 versloeg hij Barrington Patterson in de tweede ronde met een knock-out. Hij gaf samen met de in 2014 overleden Hans Nijman kickboksles bij Topteam Beverwijk.